# Asplenium qiujiangense
Asplenium qiujiangense là một loài thực vật có mạch trong họ Aspleniaceae. Loài này được (Ching & S.H. Fu) Nakaike miêu tả khoa học đầu tiên năm 1986.